# خطط إدارة مقاومة الآفات
في سبيل حماية الاستخدام المستمر لمبيدات الآفات الحيوية، تطالب وكالة حماية البيئة الأمريكية (EPA) من الشركات المتخصصة في زراعة المحاصيل المحوّرة وراثيًا طرح وتطبيق خطط إدارة مقاومة الآفات باعتبارها مطلبًا لتسجيل المنتج.
تستطيع معظم جماعات الحشرات، في حال تعرضها المفرط للسموم، تطوير مقاومة تجعل منتجات مكافحة الآفات أقل فعالية. ويصاحب ظهور تقنيات مبيدات الآفات الحيوية الجديدة مخاوف من تطوير الآفات مقاومة لمبيدات الحشرات الطبيعية بسرعة، وذلك لأن مبيدات آفات النباتات تميل إلى إنتاج المادة الفعالة المبيدة للآفات خلال موسم الزراعة؛ مما يزيد الضغط الانتقائي على كل من الآفات المستهدفة وأي حشرات أخرى سريعة التأثر تتغذى على المحصول المعدّل. وتهدف خطة إدارة مقاومة الآفات إلى الحفاظ على العمر الإنتاجي لتقنية التحول الوراثي، بالإضافة إلى مدى فائدة استخدام مزارعي المحاصيل العضوية للسموم.